# Tashkent Open 2013
Il  Tashkent Open 2013 è stato un torneo di tennis giocato all'aperto sul cemento. Questa è stata la 15ª edizione dell'evento e fa parte della categoria International del WTA Tour 2013. Il Tashkent Open si è giocato dal 7 al 15 settembre 2013 al Tashkent Tennis Center di Tashkent in Uzbekistan.

## Partecipanti

### Teste di serie
| Nazionalità | Giocatrice         | Ranking* | Testa di serie |
| ----------- | ------------------ | -------- | -------------- |
| Serbia      | Bojana Jovanovski* | 58       | 1              |
| Ucraina     | Lesja Curenko      | 61       | 2              |
| Austria     | Yvonne Meusburger  | 64       | 3              |
| Croazia     | Donna Vekić        | 65       | 4              |
| Romania     | Alexandra Cadanțu  | 73       | 5              |
| Romania     | Irina-Camelia Begu | 74       | 6              |
| Kazakistan  | Galina Voskoboeva  | 77       | 7              |
| Kazakistan  | Jaroslava Švedova  | 78       | 8              |

* Ranking al 26 di agosto 2013
* Bojana Jovanovski si è iscritta in ritardo nel torneo e per questo ha dovuto disputare le qualificazioni

### Altre partecipanti
Giocatrici che hanno ricevuto una Wild card:
- Nigina Abduraimova
- Arina Foltz
- Evgenija Rodina
- Sabina Sharipova

Giocatrici passate dalle qualificazioni:

- Tetyana Arefyeva
- Bojana Jovanovski
- Ljudmyla Kičenok
- Kateryna Kozlova
- Rise Ozaki
- Aleksandra Panova

## Campionesse

### Singolare
Bojana Jovanovski ha sconfitto in finale  Ol'ga Govorcova per 4–6, 7–5, 7–6(3).
- È il secondo titolo in carriera per la Jovanovski.

### Doppio
Tímea Babos /  Jaroslava Švedova hanno sconfitto in finale  Ol'ga Govorcova /  Mandy Minella per 6–3, 6–3.